# Астрофотография
А́строфотогра́фия, а́строгра́фия, астрономи́ческая фотогра́фия — способ проведения астрономических наблюдений, основанный на фотографировании небесных тел с использованием астрографов. См. также «фотографический метод».
Преследует две основные цели:
- Исследовательские. Преимущество фотоматериалов перед человеческим глазом состоит в накоплении светового воздействия фотографической эмульсией за время длительной выдержки. Это позволило астрономам получать изображения объектов чрезвычайно низкой яркости. Кроме того, фотографический метод позволяет получить изображение сразу многих объектов и отличается документальностью и объективностью.
- Художественные.

В узком смысле астрофотографией называют фотографическую астрометрию.

## История
Первые фотографии Луны и звёзд были сделаны в Гарвардской обсерватории в 1847 и в 1850 годах. А первая успешная фотография полного солнечного затмения была сделана в Кёнигсбергской обсерватории во время полного солнечного затмения 28 июля 1851 года. Первую фотографию объекта глубокого космоса сделал в 1880 году Генри Дрейпер — это был снимок Туманности Ориона (М42).
На основании снимков звёздного неба в 1967 году в США был выпущен первый фотографический атлас звёздного неба, созданный Национальным географическим обществом совместно с Паломарской обсерваторией.

## Особенности
В зависимости от объекта съёмки и её цели (замысла) в астрофотографии может применяться различное оптическое и съёмочное оборудование (как телескоп с фотоаппаратом, так и фотокамера с собственным объективом); оптические системы разных типов и с разным фокусным расстоянием. Могут использоваться короткофокусные для широкоугольных снимков, пейзажей с ночным небом, обширных областей неба. Для фотографирования небесных объектов, без телескопов и длиннофокусных объективов — не обойтись. Фотокамера может быть установлена неподвижно (для фотографирования следов звёзд, ярких небесных объектов и звёздных полей), так и на оснащённую часовым приводом монтировку, или телескоп на монтировке, той или иной конструкции, обеспечивающий компенсацию суточного вращения Земли. Съёмка с использованием телескопа включает в себя целый ряд технических приёмов, способов и особенностей (как собственно съёмки, так и последующей обработки изображения).
Некоторые производители выпускают для астрофотографии специализированные модели фотоаппаратов, например Canon EOS 20Da, Canon EOS 60Da, отличающимися матричным светофильтром с повышенным светопропусканием в области красных цветов, и дополнительными функциями.
На окулярный узел телескопа обычно устанавливается плёночный или цифровой фотоаппарат со съёмным объективом. Для установки фотоаппаратов на телескопы часто используется унифицированные Т-адаптеры, состоящие из двух устройств: переходника 1,25"-Т2, вставляющегося в фокусёр телескопа, и прикручиваемого к нему адаптера на соответствующий байонет камеры: Т2-Sony alpha, T2-Canon, T2-Nikon, T2-M42. Адаптер T2-M42 используется как для сопряжения с камерой (например «Зенит», «Praktica»), так и с другими устройствами с популярным креплением М42, или как промежуточный, перед обычно имеющимся у фотографа, адаптером с крепления М42 на соответствующий байонет рабочей камеры.
Астрономическая фотография с использованием астрографов, оснащённых автоматическим компьютерным управлением, всё чаще становится средством досуга и получения красивых снимков различных небесных объектов.
Для получения качественных снимков удалённых объектов применяются длительные выдержки и гидирование: ручной или механический способ компенсации суточного вращения Земли.
С появлением ПЗС-матриц в астрофотографии появились новые понятия: калибровка снимков при помощи кадров тока смещения (Bias), темновых кадров и кадров плоских полей (Flat field).

## Художественная астросъёмка

### Далёкие космические объекты
Пионером в области астрофотографии объектов глубокого космоса был Эндрю Коммон, который установил в своей частной обсерватории телескоп диаметром 0,51 м для съёмки слабых туманных объектов. Им были получены снимки большинства ярчайших объектов глубокого космоса.

### Туманности
Для получения высококачественных цветных изображений туманностей с естественной передачей оттенков применяется техника съёмки через набор узкополосных или широкополосных светофильтров. Типичный процесс включает использование монохромной астрономической камеры, установленной на астрономической монтировке с компьютерным управлением и оснащённой светосильным объективом. Последовательно применяя зелёный (G), синий (B) и красный (R) фильтры, астрофотографы получают отдельные монохромные изображения для каждого цветового канала.  После съёмки всех каналов полученные изображения совмещаются и комбинируются в процессе постобработки. Результатом является итоговое цветное изображение, обеспечивающее естественную цветопередачу и высокую детализацию изучаемых туманностей.